# Ручний інструмент

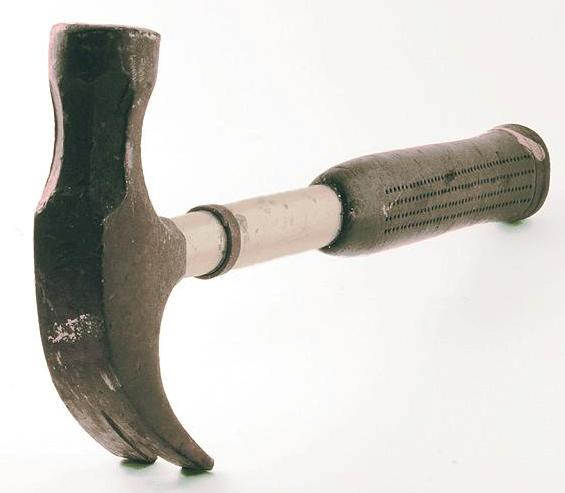
Столярний молоток

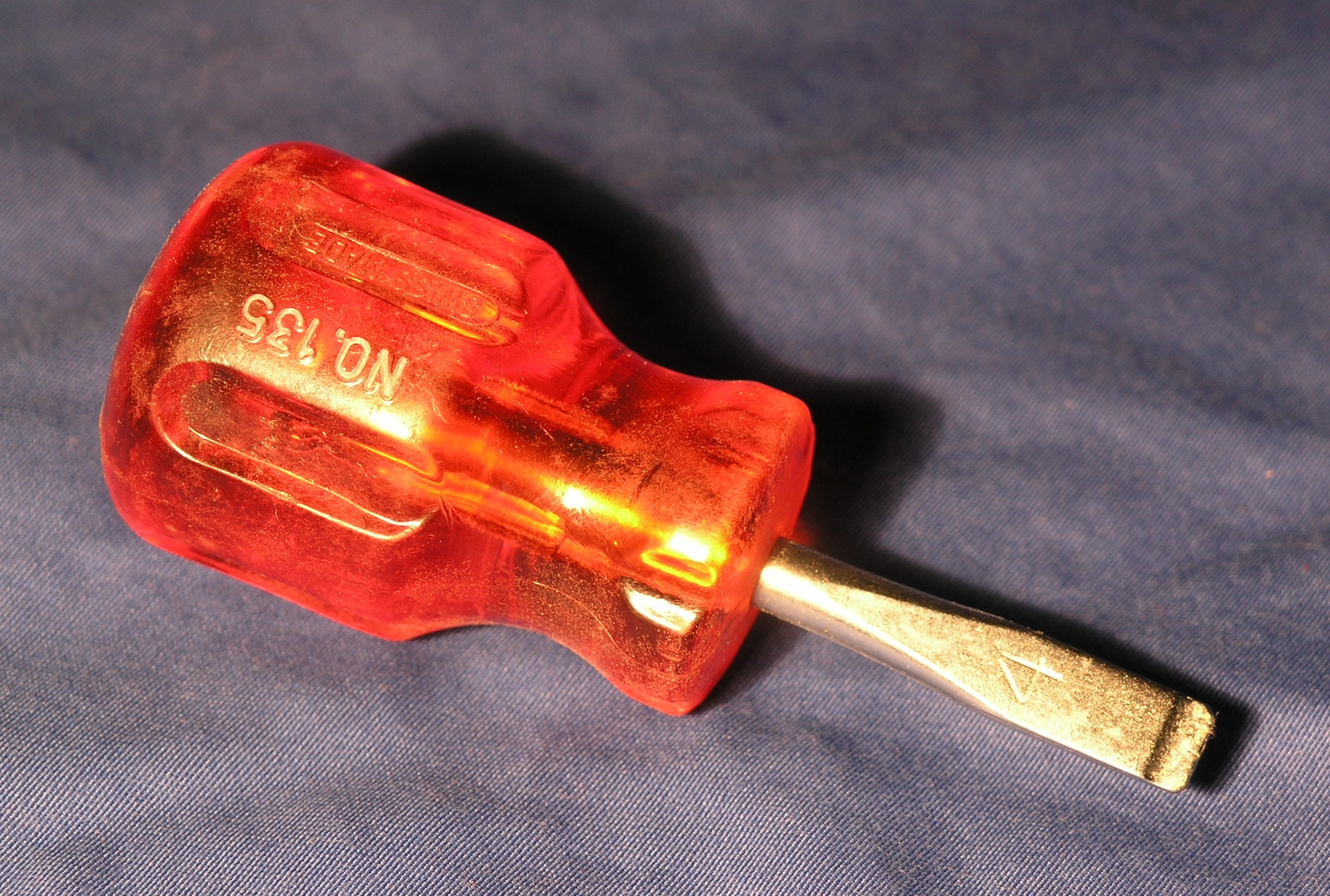
Викрутка

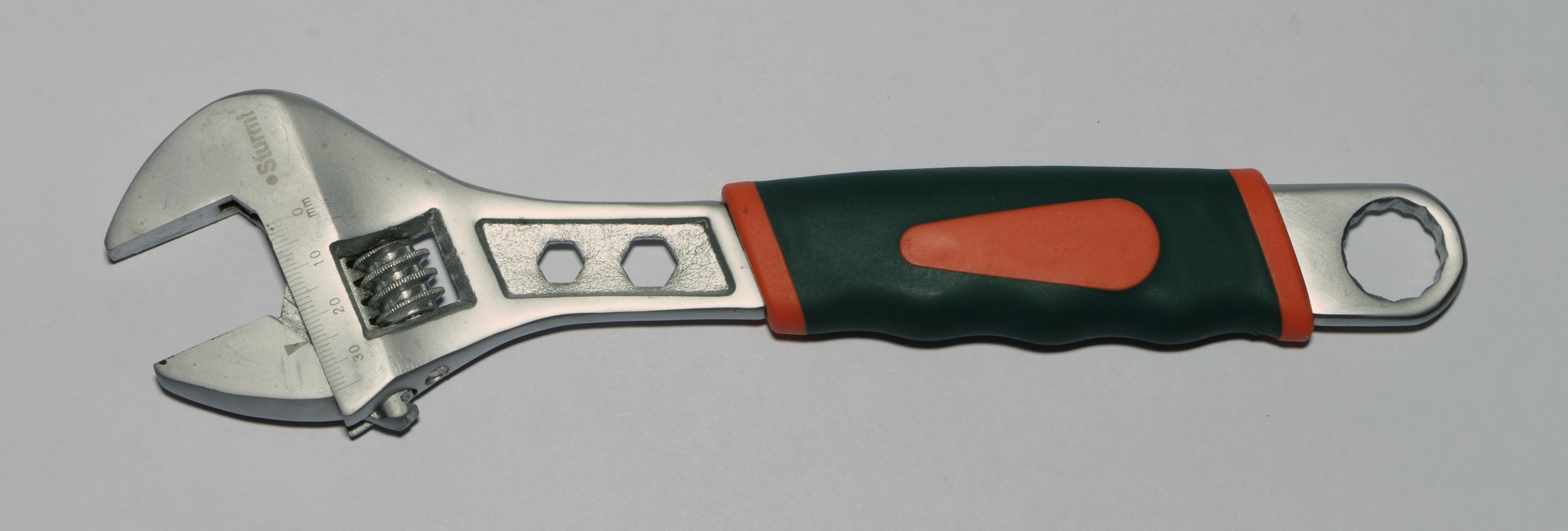
Розвідний ключ

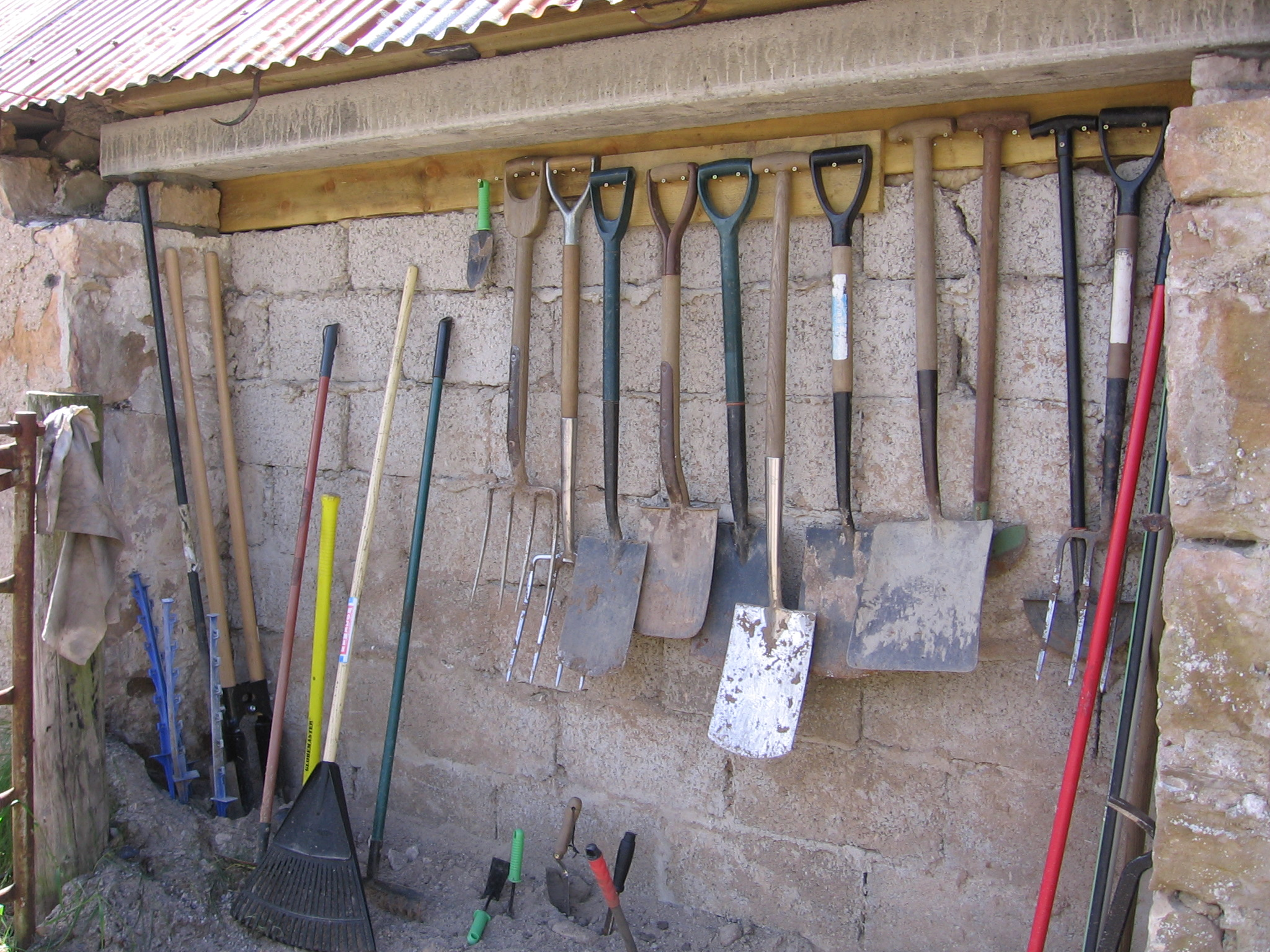
Садові ручні інструменти

Ручний інструмент — будь-який інструмент, який при його використанні утримується та приводиться в рух вручну, а не двигуном. До ручного інструмента належать вила, секатори, граблі, молотки, гайкові ключі, плоскогубці, викрутки, зубила тощо.

## Історія
Ручний інструмент використовуються людьми з часів кам'яної доби, коли камені були використані як молотки і для різання. Під час епохи бронзи інструменти виготовлялись з виливок зі сплавів міді і олова. Бронзові інструменти були гостріші і важчі, ніж зроблені з каменю, чим обумовлювалась їх вища ефективність. Під час залізного століття інструменти почали виготовлятись переважно із сплавів заліза і інструменти стали ще міцніші і довговічніші.
Історія людства та розвиток людської цивілізації значною мірою пов'язані з інструментами, які застосовувались в той чим інший період.

## Різновиди ручного інструменту
Ручний інструмент поділяється на немеханізований та механізований. Механізованим називається ручний інструмент з електричним або пневматичним приводом (наприклад, електропилки, пневмо- та електродрелі тощо). Немеханізований ручний інструмент та пневмоінструмент, як правило, небезпечніші за електроінструмент.